# Южный (Азовский район)
Южный — посёлок в Азовском районе Ростовской области.
Входит в состав Елизаветовского сельского поселения.

## География
Расположен в семидесяти пяти километрах (по дорогам) юго-западнее районного центра — города Азова. Посёлок находится на правом берегу реки Ея, по которой проходит граница с Краснодарским краем.

### Улицы
| - пер. Малиновского - пер. Маяковского - ул. Гагарина - ул. Горького | - ул. Мичурина - ул. Московская - ул. Подбельского - ул. Тишина |

## История
Возник в 1866 году как немецкая колония Ольгенфельд. Названа по имени дочери бывшего землевладельца Энгельгардта. Основатели — четырнадцать семей из колоний Михельсталь и Рибенсдорф. 
В 1944 году, после высылки немецкого населения, был переименован в посёлок Микояна, а в 1958 году, указом Президиума Верховного Совета РСФСР, — в посёлок Южный. В 1967 году в состав посёлка был включён хутор Машино.

## Население
| 1989 | 2002 | 2010 |
| ---- | ---- | ---- |
| 332  | ↗356 | ↘312 |

### Известные люди
На хуторе Ольгенфельд родился В. И. Мережко — советский и российский киносценарист, киноактёр и кинорежиссёр.

## Достопримечательности
В посёлке имеется католическая кирха середины XIX века.